# Cassidias argentinea
Cassidias argentinea är en kräftdjursart som beskrevs av Richardson 1906. Cassidias argentinea ingår i släktet Cassidias och familjen klotkräftor. Inga underarter finns listade i Catalogue of Life.